# Zesteur

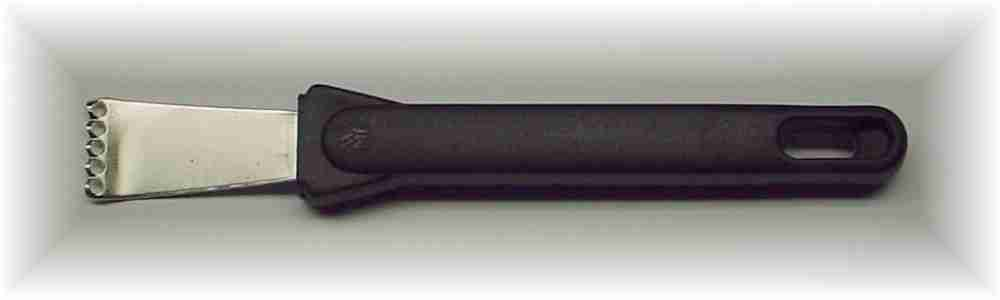
Zesteur

Een zesteur ook wel zester is een klein gereedschap, waarmee fijne draadjes van de schil (zeste) van met name citroen of andere citrusvruchten kunnen worden geschaafd. Het bestaat uit een handvat en een metalen kop met (meestal vier tot zes) 'oogjes', waarmee men langs de schil schraapt. Om dit gemakkelijk te maken zijn de randen van de 'oogjes' vlijmscherp. Het schaafsel wordt vaak gebruikt als smaakmaker of (eventueel gedroogd) als decoratiegarnituur.